# Maria Cornescu
Maria Cornescu (n. 20 noiembrie 1945, Craiova, România) este o cântăreață de muzică populară românească. A crescut în atmosfera tradițiilor populare, cu cântecele și doinele doljene și gorjene, interpretate de mentorul ei, Maria Lătărețu.

## Viața
Maria Cornescu s-a născut la 20 noiembrie 1945, în Craiova. 
Învață la Colegiul Național Frații Buzești din Craiova.
În octombrie 1967, Maria se casătorea cu Gigi Bouleanu, nașa de cununie a cuplului fiind Maria Lătărețu.
După ce a divorțat de Gigi Bouleanu, artista îl întâlnește pe Nelu Bălășoiu

## Cariera
Artista a concertat în numeroase spectacole și turnee, atât în țară cât și în afara granițelor, în țări ca Belgia, Olanda, Italia, Germania, Iugoslavia, Bulgaria etc.
A debutat la vârsta de 18 ani, când a intrat în concursul ansamblului Nicolae Bălcescu. A ieșit singura câștigătoare. 
Primele înregistrări le-a făcut în Radio România, la 20 de ani, cu orchestra dirijata de Victor Predescu.
În 1966 Maria Cornescu scoate primul disc, la firma de înregistrări Electrecord. Acest disc a avut 4 piese, toate fiind înregistrări Radio. În acest an are și prima apariție în Televiziune.
În 1967 artista, înregistrează primul sau LP. 
Între 1968-1976 artista susține numeroase recitaluri la Radio, de asemenea face și înregistrări în Radio și Electrecord anual.
În 1971 înregistrează primul disc cu Nelu Bălășoiu.
În 1972, artista devine solistă a ansamblului Rapsodia Română.
În 2000 apare ultimul album al artistei.

## Aprecieri
“Maria Cornescu se află la loc de cinste între cele mai de seamă interprete ale folclorului oltenesc. O caracterizează, înainte de toate, o muzicalitate și un neaoș stil de cântare oltenesc, un glas mlădios, înalt, cu un timbru vocal argintiu și sclipitor, calități viu apreciate de iubitorii cântecului popular”

- Tiberiu Alexandru (etnomuzicolog) 
“Vocea cea mai tulburătoare a muzicii populare românești. Este proiecția sâmburelui de puritate … A frământat sensul cuvintelor așa cum olarul modelează lutul”, înfruntă legile respirației”

- Costin Dinu